# Línea Nankō Port Town
La línea Nankō Port Town (南港ポートタウン線 Nankō Pōto-taun-sen?), también conocido como el New Tram, es una línea del metro de Osaka. Este línea fue construido como un metro ligero para servir la porte del sur de Osaka. Desemejante de las otras líneas del metro, este línea es una línea del transporte público guiado; tiene trenes que no son compatibles con el resto de la red del metro.

## Historia
- 16 de marzo de 1981: La Línea Nankō Port Town abrió entre las estaciones Nakafuto y Suminoekōen.
- 5 de octubre de 1993: Un accidente a la estación Suminoekōen forzó la línea para cerrarse por dos meces; la línea reabrió en el 19 de noviembre de ese año.
- 18 de diciembre de 1997: La línea fue extendido de Nakafuto a la estación Cosmosquare como la Línea New Tram Technoport.
- 1 de julio de 2005: La línea New Tram Technoport fue fusionado con la Línea Nankō Port Town.

## Estaciones
Todas las estaciones están localizando en Suminoe-ku, Osaka.
| Código | Longitud (km) | Estación          | Japonés            | Transferencias         |
| ------ | ------------- | ----------------- | ------------------ | ---------------------- |
| P09    | 0,0           | Cosmosquare       | コスモスクエア     | Línea Chūō(C10)        |
| P10    | 0,6           | Trade Center-mae  | トレードセンター前 |                        |
| P11    | 1,3           | Nakafuto          | 中ふ頭             |                        |
| P12    | 2,0           | Port Town-nishi   | ポートタウン西     |                        |
| P13    | 2,5           | Port Town-higashi | ポートタウン東     |                        |
| P14    | 4.0           | Ferry Terminal    | フェリーターミナル |                        |
| P15    | 4,8           | Nankō-higashi     | 南港東             |                        |
| P16    | 5,4           | Nankōguchi        | 南港口             |                        |
| P17    | 6,7           | Hirabayashi       | 平林               |                        |
| P18    | 7,9           | Suminoekōen       | 住之江公園         | Línea Yotsubashi (Y21) |

## Material rodante
A partir del 1 de abril de 2016, hay dos clasificaciones de trenes que son usados en la línea: la serie 100A (desde el año 1991) y la serie 200 (desde el 29 de junio de 2016).

### Serie 100A
A partir del 1 de abril de 2016, hay 20 trenes de la serie 100A que están en servicio.
| Número del coche | 1      | 2      | 3      | 4      |
| ---------------- | ------ | ------ | ------ | ------ |
| Designación      | M6     | M3     | M2     | M1     |
| Formato          | 105-xx | 102-xx | 100-xx | 101-xx |

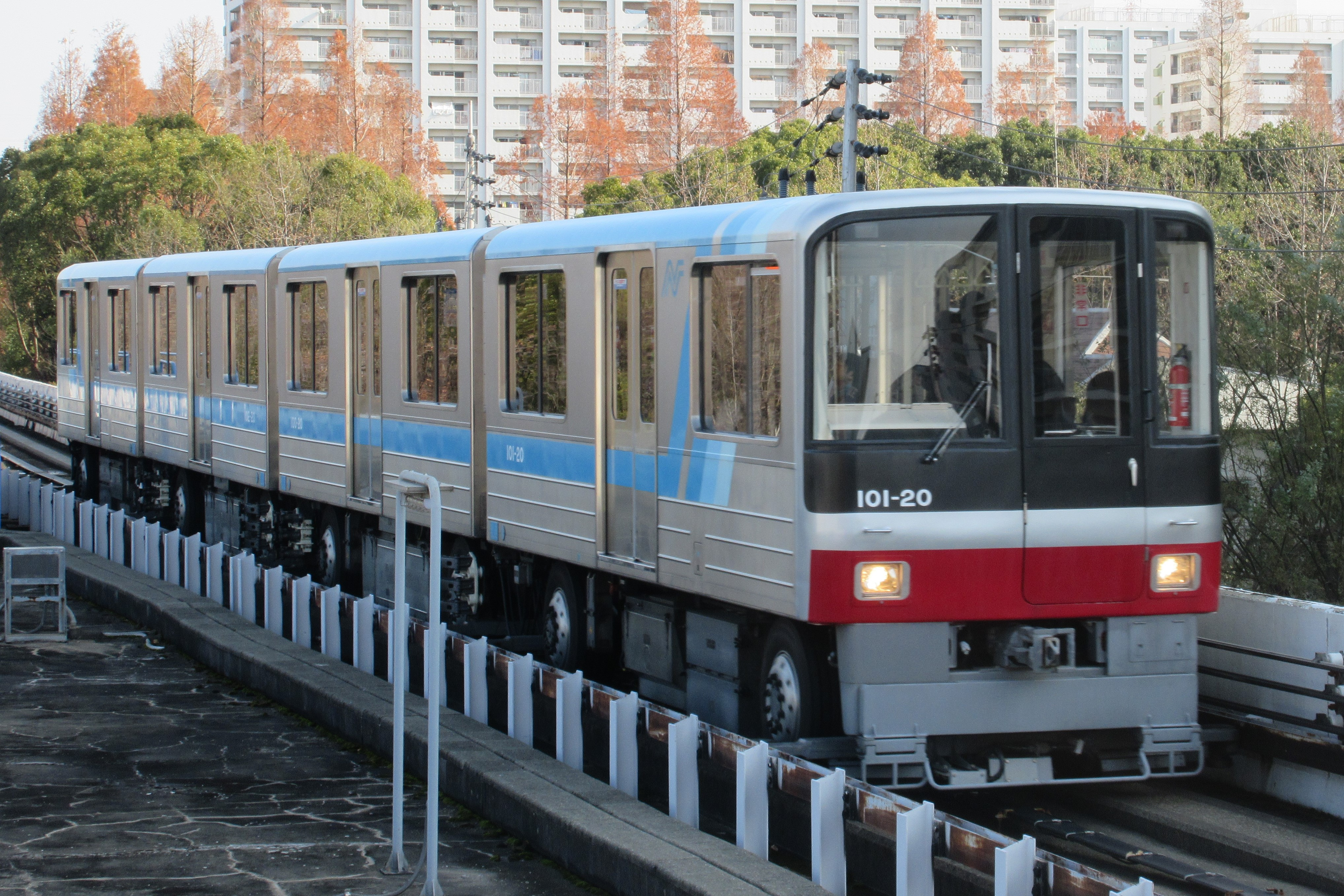
Un tren de la serie 100A en el diciembre de 2015

### Serie 200

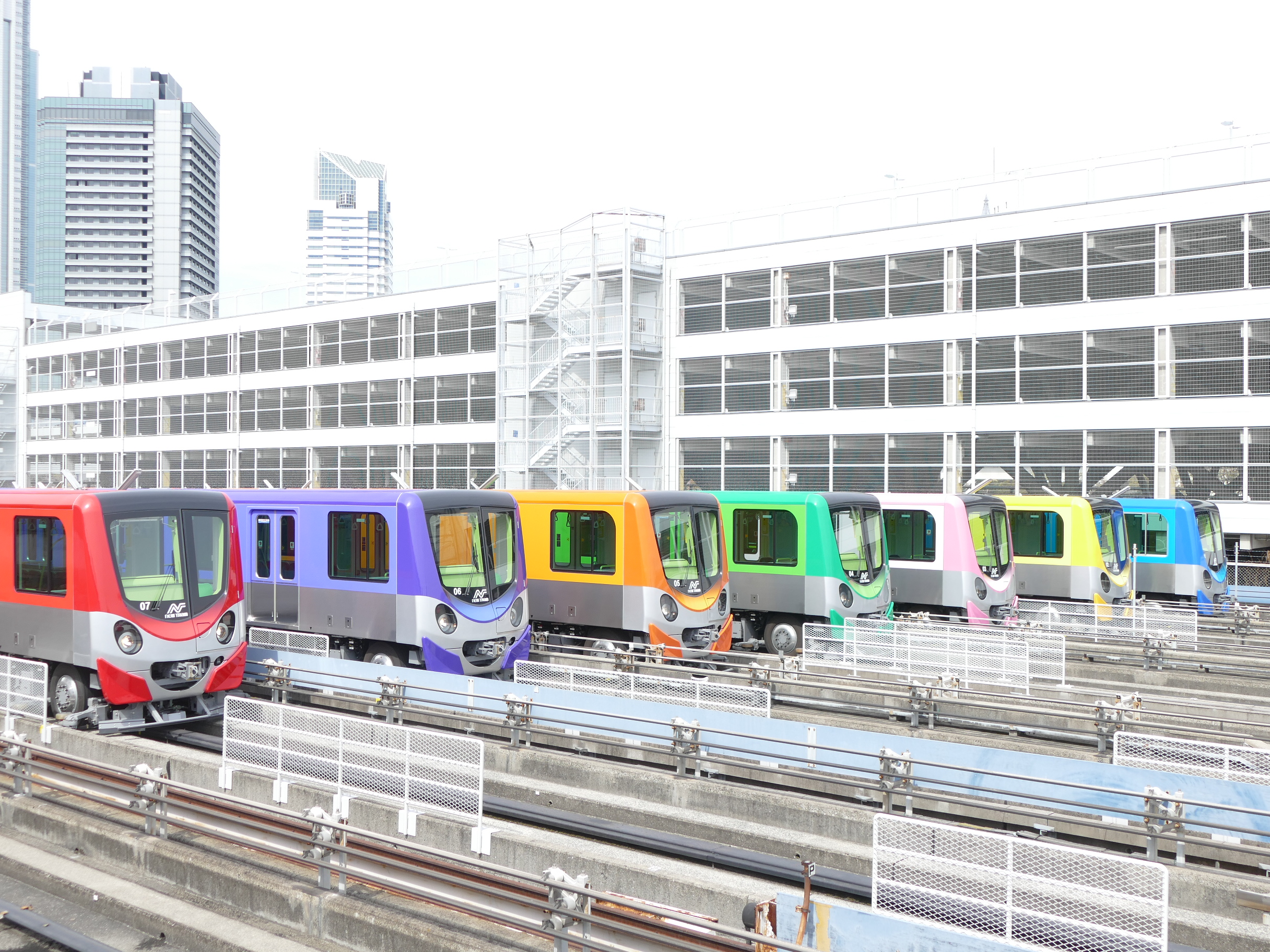
Siete de los trenes de la serie 200 en el marzo de 2017

A partir del agosto de 2017, hay 9 trenes de la serie 200 que están en servicio; todas los trenes de este clasificación tienen colores diferentes.
| Set No. | Car numbers | Car numbers | Car numbers | Car numbers | Livery        |
| ------- | ----------- | ----------- | ----------- | ----------- | ------------- |
| 01      | 205-01      | 202-01      | 200-01      | 201-01      | Azul          |
| 02      | 205-02      | 202-02      | 200-02      | 201-02      | Amarillo      |
| 03      | 205-03      | 202-03      | 200-03      | 201-03      | Rosa          |
| 04      | 205-04      | 202-04      | 200-04      | 201-04      | Verde         |
| 05      | 205-05      | 202-05      | 200-05      | 201-05      | Naranja       |
| 06      | 205-06      | 202-06      | 200-06      | 201-06      | Violeta       |
| 07      | 205-07      | 202-07      | 200-07      | 201-07      | Roja          |
| 08      | 205-08      | 202-08      | 200-08      | 201-08      | Azul claro    |
| 09      | 205-09      | 202-09      | 200-09      | 201-09      | Naranja clara |